# West Hollywood
West Hollywood (Abk.: WeHo) ist eine Stadt im Los Angeles County im US-Bundesstaat Kalifornien mit 35.757 Einwohnern.

## Geographische Lage
West Hollywood befindet sich am nordwestlichen Rand des Los-Angeles-Beckens, nahe der Santa Monica Mountains. Die Stadt ist Teil der aus mehr als 12 Millionen Einwohnern bestehenden Metropolregion Los Angeles. Die geographischen Koordinaten sind 34,05° Nord, 118,22° West; die Größe des Stadtgebiets beträgt gerade einmal 4,9 km². Die Ost-West-Ausdehnung beträgt 4,7 Kilometer, die Nord-Süd-Ausdehnung etwa 2 Kilometer. Dabei befindet sich West Hollywood etwa 13 Kilometer nordwestlich vom Stadtzentrum von Los Angeles entfernt; zur Küste des Pazifiks in Santa Monica sind es etwa 15 Kilometer in südwestlicher Richtung. West Hollywood ist zwar eine eigenständige Stadt, wird aber auf drei Seiten von Los Angeles umschlossen; nur im Westen grenzt West Hollywood an die Stadt Beverly Hills. Da West Hollywood ursprünglich aus Gebieten entstand, die um das Jahr 1900 noch nicht zu Los Angeles gehörten, verläuft die Grenze zu den umliegenden Städten sehr irregulär; dies spiegelt sich auch in dem offiziellen Logo der Stadt wider. Das gesamte Stadtgebiet von West Hollywood ist bebaut und schließt sich lückenlos an die umliegenden Gemeinden an. Es gibt also, wie oftmals in nordamerikanischen Ballungsräumen, keine ersichtliche Trennung zwischen der Stadt und den angrenzenden Orten.

## Geschichte
West Hollywood entstand ursprünglich während des letzten Jahrzehnts des 19. Jahrhunderts im Zuge des Baus einer Eisenbahnstrecke von Los Angeles nach Santa Monica, die dem Verlauf des heutigen Santa Monica Boulevard folgte. Zwischen diesen beiden Städten, in dem damals noch wenig besiedelten, Cahuenga Valley genannten Gebiet, befand sich das Betriebswerk der Bahnstrecke. Die Eigner der Los Angeles and Pacific Railway, Moses H. Sherman (nach dem auch das nahe gelegene Sherman Oaks benannt ist) und Eli P. Clark, gründeten 1896 den Ort Sherman, an dem sich bald darauf Eisenbahnarbeiter und deren Familien ansiedelten. Bis in die 1920er Jahre entwickelte sich Sherman unabhängig von den östlich gelegenen Orten Hollywood und Los Angeles; als Sherman und das damals schon zu Los Angeles gehörige Hollywood aber 1922 immer mehr ineinander wuchsen, wurde eine Eingemeindung diskutiert. Während die Stadt Los Angeles einige der umliegenden, relativ unberührten Gebiete annektierte, blieb Sherman unabhängig. Allerdings gab es Wünsche, die Stadt umzubenennen, um den Ruf aufzubessern und eine Verbindung zu den wohlhabenden Nachbarn Beverly Hills und Hollywood herzustellen. Es wurden Namen wie Beverly Park, East Beverly und West Hollywood vorgeschlagen; letztendlich entschied man sich 1925 für West Hollywood. Damit war die Stadt aber trotzdem nicht unabhängig, sondern unterstand weiterhin dem Los Angeles County.
Die Bahnstrecke war mittlerweile Teil der Pacific Electric Railway und wurde noch bis 1941 für den Personentransport genutzt, danach blieb sie bis auf einige Güterzüge größtenteils ungenutzt. Schließlich wurde 1999 die Strecke auf dem Santa Monica Boulevard, die für die Gründung des Ortes verantwortlich war, entfernt. Bis in die 1980er Jahre gab es immer wieder Versuche der Eingemeindung durch Los Angeles, West Hollywood widerstand diesen aber. Im November 1984 wurde von der Bevölkerung in einer Abstimmung der Vorschlag zur Gemeindegründung angenommen, und das Gebiet wurde zur City of West Hollywood.
Da das Gebiet lange Zeit direkt dem Los Angeles County unterstellt war, herrschte eine wesentlich freiere Gesetzeslage als in der umgebenden Stadt Los Angeles. So war das Glücksspiel hier legal, was in den zwanziger Jahren zur Ansiedlung zahlreicher Nachtclubs und Spielkasinos entlang des Sunset Strip führte. Auch Filmleute wurden von der freien county area angezogen, und so entstanden einige architektonisch interessante Wohnhäuser und apartment hotels. Mit den Filmstars folgten auch die Fans. Lokale am Sunset Strip wie das Ciro's, das Mocambo, das Trocadero, die Wohnungen im – 1959 abgerissenen – Garden of Allah und das in den Zwanzigern des vergangenen Jahrhunderts erbaute Chateau Marmont Hotel (dessen Gebäudekomplex liegt knapp außerhalb der Stadtgrenze auf dem Gebiet von Hollywood, Los Angeles) wurden von Filmstars frequentiert und waren Gegenstand der Boulevardpresse. In den sechziger Jahren verlor die Filmszene das Interesse an dem Gebiet, doch die Bars und Clubs blieben für Touristen und Einheimische attraktiv. In der Hippie-Zeit waren Clubs wie das Whisky a Go Go und das Troubadour berühmt in den ganzen Vereinigten Staaten.
In den frühen siebziger Jahren begann ein starker Zuzug von Homosexuellen sowie von russischen Juden aus dem umgebenden Los Angeles. Durch die große schwule Bevölkerung und die große Zahl schwuler Lokale und Geschäfte wurde West Hollywood ein prominentes gay village. West Hollywood war die erste Stadt der USA, in der eine Mehrheit des Stadtrates schwul bzw. lesbisch war; 1985 wurde sie auch die erste Stadt, die eine offizielle Eintragung homosexueller Partnerschaften ermöglichte, und diese Partnerschaften für kommunale Angestellte arbeitsrechtlich anerkannte.

### Bevölkerung
Laut Volkszählung von 2010 leben in der Stadt 28.979 (84,2 %) Weiße, 1.115 (3,2 %) Afroamerikaner, 103 (0,3 %) Native Americans, 1.874 (5,4 %) asiatische Amerikaner, 34 (0,1 %) pazifische Insulaner, 1.049 (3,0 %) Angehörige anderer Ethnien und 1.245 (3,6 %) Angehörige zweier oder mehrerer Ethnien. 10,5 % der Bevölkerung sind Hispanics oder Latinos.
Das Durchschnittsalter beträgt 39 Jahre. 55,24 % der Bevölkerung sind männlich.

## Sehenswürdigkeiten
- Chateau Marmont Hotel
- Comedy Store
- Pacific Design Center
- The Roxy Theatre
- Tower Records
- Samuel Goldwyn Studios
- Sunset Strip
- Viper Room
- Whisky a Go Go